# Белвез
Белвез (фр. Belvèze) насеље је и општина у јужној Француској у региону Миди Пирене, у департману Тарн и Гарона која припада префектури Кастелсаразен.
По подацима из 2011. године у општини је живело 209 становника, а густина насељености је износила 15,06 становника/km². Општина се простире на површини од 13,88 km². Налази се на средњој надморској висини од 190 метара (максималној 271 m, а минималној 154 m).

## Демографија
| 1962. | 1968. | 1975. | 1982. | 1990. | 1999. | 2011. |
| ----- | ----- | ----- | ----- | ----- | ----- | ----- |
| 170   | 211   | 178   | 177   | 192   | 205   | 209   |

График промене броја становника у току последњих година